# 죽도록 사랑해서
"죽도록 사랑해서"는 1963년 공개된 대한민국의 영화이다.

## 배역
- 신영균
- 조미령
- 박암